# 싼먼샤시
싼먼샤(삼문협, 중국어: 三门峡, 병음: Sānménxiá)는 중화인민공화국 허난성의 서쪽에 있는 도시이다. 뤄양의 서쪽에 위치하고 룽하이 선이 지나는 중요한 도시이다. 황하 최대의 싼먼샤 댐이 있다.

## 지리
허난성의 최서단에 위치해있으며 동쪽으로 뤄양, 남동쪽으로 난양과 접하고 서쪽으로 섬서성, 북쪽으로 산서성과 접한다.
싼먼샤 시의 지형은 남서쪽이 높고 북동쪽이 낮다. 대개 해발 300m에서 1,500m의 사이에 위치하고, 링바오 시에 있는 라오야차(老鴉岔)의 높이는 2,413.8m로, 허난성에서 제일 높은 곳이다. 싼먼샤 시의 총 면적은 10,496km2이고 이중 산간부가 54.8%, 구릉은36%, 평원은 9.2%를 차지하고 있다. 싼먼샤 시의 기후 구분은 대륙성 기후에 속하고, 연평균 기온은 13.2도, 연평균 일조 시간은 2354.3시간, 평균 일조율은 51%, 무상일수는 184~218일, 연평균 강수량은 550~800mm이다. 황하 이외에도 뤄허, 훙눙허, 라오관허의 세 개의 큰 강이 흐르고 있으며 많은 지류를 가지고, 황하 혹은 장강의 수계에 속한다.

### 기후
| 싼먼샤시의 기후                                               | 싼먼샤시의 기후 | 싼먼샤시의 기후 | 싼먼샤시의 기후 | 싼먼샤시의 기후 | 싼먼샤시의 기후 | 싼먼샤시의 기후 | 싼먼샤시의 기후 | 싼먼샤시의 기후 | 싼먼샤시의 기후 | 싼먼샤시의 기후 | 싼먼샤시의 기후 | 싼먼샤시의 기후 | 싼먼샤시의 기후 |
| 월                                                            | 1월             | 2월             | 3월             | 4월             | 5월             | 6월             | 7월             | 8월             | 9월             | 10월            | 11월            | 12월            | 연간            |
| ------------------------------------------------------------- | --------------- | --------------- | --------------- | --------------- | --------------- | --------------- | --------------- | --------------- | --------------- | --------------- | --------------- | --------------- | --------------- |
| 역대 최고 기온 °C (°F)                                        | 15.6 (60.1)     | 23.3 (73.9)     | 29.7 (85.5)     | 36.7 (98.1)     | 39.8 (103.6)    | 41.4 (106.5)    | 41.6 (106.9)    | 39.6 (103.3)    | 39.2 (102.6)    | 33.3 (91.9)     | 26.3 (79.3)     | 18.4 (65.1)     | 41.6 (106.9)    |
| 일평균 최고 기온 °C (°F)                                      | 5.2 (41.4)      | 9.4 (48.9)      | 15.6 (60.1)     | 22.6 (72.7)     | 27.4 (81.3)     | 31.5 (88.7)     | 32.4 (90.3)     | 30.7 (87.3)     | 25.8 (78.4)     | 20.3 (68.5)     | 12.9 (55.2)     | 6.6 (43.9)      | 20.0 (68.1)     |
| 일일 평균 기온 °C (°F)                                        | 0.1 (32.2)      | 3.8 (38.8)      | 9.5 (49.1)      | 16.1 (61.0)     | 21.1 (70.0)     | 25.4 (77.7)     | 27.0 (80.6)     | 25.5 (77.9)     | 20.5 (68.9)     | 14.6 (58.3)     | 7.5 (45.5)      | 1.6 (34.9)      | 14.4 (57.9)     |
| 일평균 최저 기온 °C (°F)                                      | −3.7 (25.3)     | −0.3 (31.5)     | 4.8 (40.6)      | 10.8 (51.4)     | 15.6 (60.1)     | 20.1 (68.2)     | 22.9 (73.2)     | 21.6 (70.9)     | 16.6 (61.9)     | 10.4 (50.7)     | 3.6 (38.5)      | −2.0 (28.4)     | 10.0 (50.1)     |
| 역대 최저 기온 °C (°F)                                        | −12.5 (9.5)     | −10.9 (12.4)    | −6.2 (20.8)     | −0.4 (31.3)     | 4.7 (40.5)      | 12.4 (54.3)     | 15.8 (60.4)     | 12.8 (55.0)     | 6.5 (43.7)      | −2.1 (28.2)     | −8.0 (17.6)     | −12.8 (9.0)     | −12.8 (9.0)     |
| 평균 강수량 mm (인치)                                         | 3.8 (0.15)      | 8.6 (0.34)      | 17.4 (0.69)     | 36.6 (1.44)     | 57.8 (2.28)     | 63.5 (2.50)     | 105.0 (4.13)    | 79.2 (3.12)     | 89.7 (3.53)     | 49.4 (1.94)     | 24.3 (0.96)     | 3.7 (0.15)      | 539 (21.23)     |
| 평균 강수일수 (≥ 0.1 mm)                                      | 3.2             | 3.6             | 5.3             | 6.5             | 8.1             | 8.1             | 9.8             | 9.3             | 9.9             | 7.7             | 5.7             | 2.7             | 79.9            |
| 평균 강설일수                                                 | 4.4             | 3.9             | 1.5             | 0.2             | 0               | 0               | 0               | 0               | 0               | 0               | 1.7             | 3.1             | 14.8            |
| 평균 상대 습도 (%)                                            | 53              | 53              | 52              | 54              | 56              | 59              | 70              | 72              | 72              | 69              | 64              | 55              | 61              |
| 평균 월간 일조시간                                            | 143.3           | 136.5           | 170.1           | 202.5           | 220.5           | 216.2           | 208.5           | 190.0           | 147.5           | 148.6           | 140.3           | 145.5           | 2,069.5         |
| 가능 일조율                                                   | 46              | 44              | 46              | 51              | 51              | 50              | 48              | 46              | 40              | 43              | 46              | 48              | 47              |
| 출처: 중국기상국 (평년값: 1991년~2018년, 극값: 1971년~2010년) |                 |                 |                 |                 |                 |                 |                 |                 |                 |                 |                 |                 |                 |

## 역사
싼먼샤(삼문협)의 지명의 유래는 전설에 따르면 하나라의 창시자 우가 도끼로 산을 깨서 귀석과 신석으로 강의 흐름을 세 개로 나누어 인문(人門), 신문(神門), 귀문(鬼門)의 세 개의 협곡을 만든 것이다.
싼먼샤시 몐츠현 앙소진에는 앙소 문화 유적인 앙소촌 유적이 있다.
기원전 21세기부터 기원전 11세기경까지 하나라, 은나라 영토의 중심지역이었고, 시대가 흘러 주나라의 괵(虢)에 속했다. 춘추시대 전반에는 괵, 후반에는 진에 속했고, 그 후 한, 진, 위의 삼국으로 분할 지배되었다. 진이 중국을 통일하면서 삼천군이 설치되었다. 전한 때는 하남부(河南府)로 고쳐졌고 한 무제 때 홍농군이 설치되었다. 북위 때부터 명청에 이르기까지 섬주(陝州)가 설치되어 있었다. 1957년 3월 국무원은 성할시로서 싼먼샤 시의 성립을 인정했지만, 1962년에 지할현급시로 바뀌었다. 1986년 1월, 국무원은 지급시로의 승격을 인정했다.

## 행정 구역

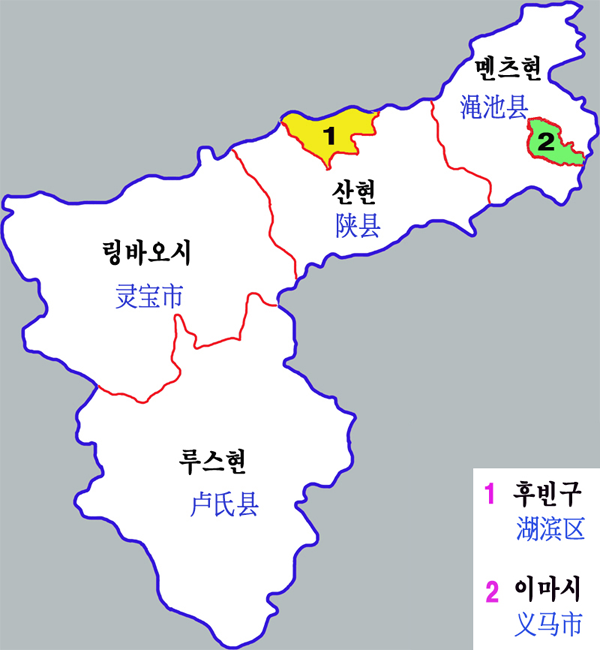
싼먼샤 시 현급 행정구역도

2개의 시할구와 2개의 현급시, 2개의 현을 관할한다.
시할구
- 후빈 구(湖滨区)
- 산저우 구(陕州区)

현급시
- 링바오 시(灵宝市)
- 이마 시(义马市)

현
- 루스 현(卢氏县)
- 몐츠 현(渑池县)

## 자매 도시
- 일본 이와테현 기타카미시
- 대한민국 경기도 동두천시